# Пюишерик
Пюишери́к (фр. Puichéric) — коммуна во Франции, находится в регионе Лангедок — Руссильон. Департамент коммуны — Од. Входит в состав кантона Пейрьяк-Минервуа. Округ коммуны — Каркасон.
Код INSEE коммуны — 11301.

## Население
Население коммуны на 2008 год составляло 1072 человека.
| 1968 | 1975 | 1982 | 1990 | 1999 | 2008 |
| ---- | ---- | ---- | ---- | ---- | ---- |
| 1023 | 1010 | 1056 | 1019 | 1025 | 1072 |

## Экономика
Основу экономики составляет виноделие. В коммуне есть два кооператива.
В 2007 году среди 608 человек в трудоспособном возрасте (15—64 лет) 423 были экономически активными, 185 — неактивными (показатель активности — 69,6 %, в 1999 году было 66,8 %). Из 423 активных работали 373 человека (201 мужчина и 172 женщины), безработных было 50 (18 мужчин и 32 женщины). Среди 185 неактивных 42 человека были учениками или студентами, 74 — пенсионерами, 69 были неактивными по другим причинам.

## Достопримечательности
- Замок Пюишерик
- Церковь Нотр-Дам-дю-Пюишерик

## Фотогалерея
- Южный канал
- Церковь Нотр-Дам-дю-Пюишерик
- Пирамида